# Josephine White Block
Josephine White Block es un edificio comercial y residencial histórico de uso mixto en 737-739 Cranston Street en la sección Elmwood del sur de la ciudad Providence, la capital del estado de Rhode Island (Estados Unidos). 

## Descripción
Es una estructura de tres pisos con fachada de metal estampado y paredes laterales de ladrillo (primer piso) y tablilla (pisos superiores). Fue construido hacia 894 para Josephine White, una viuda que vivía cerca, y alberga dos escaparates en el primer nivel y cuatro viviendas arriba. La fachada de metal es la única instalación local conocida de los Mesker Brothers, con sede en San Luis, un fabricante de elementos arquitectónicos de metal conocido a nivel nacional.
El edificio fue incluido en el Registro Nacional de Lugares Históricos en 1980.